# Rui Kodemari
Rui Kodemari (japanisch 小手鞠 るい; * 17. März 1956 in Bizen, Präfektur Okayama) ist eine japanische Schriftstellerin, Dichterin und Essayistin. Sie ist bekannt für ihre Romane, Essays, Kinderbücher und Gedichte zu den Themen Liebe, Verlust und persönliche Entwicklung. Katzen nehmen zudem einen zentralen Platz in ihrem Schaffen ein – in über zehn Titeln spielt das Wort „Katze“ eine prominente Rolle.

## Leben
Rui Kodemari wurde 1956 unter ihrem bürgerlichen Namen Kaori Kawataki (川滝かおり) in Bizen, Präfektur Okayama, geboren. Sie absolvierte ein Jurastudium an der Dōshisha-Universität. Nach Tätigkeiten in einem Verlag, als Nachhilfelehrerin und als freie Journalistin zog sie 1992 in die Vereinigten Staaten und lebt seitdem in Woodstock, New York.
Ihre literarische Karriere begann 1982 mit der Veröffentlichung des Gedichtbands Aisuru hito ni utaitai (愛する人にうたいたい, Ich möchte für den geliebten Menschen singen) unter dem Namen Kaori Kawataki. 1995 veröffentlichte sie ihren ersten Romanband Tamatebako (玉手箱, Die Schatzkiste), der auch die preisgekrönte Kurzgeschichte Otogibanashi (おとぎ話, Märchen) enthält.
Der Durchbruch gelang ihr mit dem Liebesroman Hoshii no wa, anata dake (欲しいのは、あなただけ, Alles, was ich will, bist nur Du), für den sie 2005 den Shimase-Preis für Liebesgeschichten erhielt. Auch ihre späteren Werke, darunter Enkyori Ren'ai (エンキョリレンアイ, Fernliebe) oder Betsure no ato (別れのあと, Nach der Trennung), fanden ein breites Publikum.
In ihren Romanen verarbeitet sie Themen wie Liebe, Familie, Verlust und Selbstfindung. Besonders bekannt ist sie für den poetischen Stil und ihre weibliche Perspektive. Auch Kindergeschichten, Essays, Gedichte und Übersetzungen gehören zu ihrem Œuvre.
Einige Werke wie The Apple Song (アップルソング) oder Aru hareta natsu no asa (ある晴れた夏の朝, An einem sonnigen Sommermorgen) behandeln Krieg, Erinnerung und gesellschaftliche Verantwortung. The Apple Song wurde 2017 als Hörspiel im japanischen Radio ausgestrahlt.
Mehrere ihrer Kinderbücher wurden in die Empfehlungslisten internationaler Literaturinstitutionen aufgenommen, u. a. 2019 in die Auswahlbibliografie The White Ravens der Internationalen Jugendbibliothek.
2024 erschien ihr Buch Tsui kinō no deki-goto (つい昨日のできごと, Erst gestern geschehen), ein autobiografisches Werk in Zusammenarbeit mit ihrem Vater, das breite Anerkennung erhielt.

## Werke
- Hoshii no wa, anata dake (欲しいのは、あなただけ, Alles, was ich will, bist nur Du), 2005.
- Enkyori ren'ai (エンキョリレンアイ, Fernbeziehung), 2006 – Eine Trilogie über die Sehnsucht zwischen Liebenden in New York und Tōkyō.
- Neko no katachi o shita kōfuku (猫の形をした幸福, Das Glück in Katzengestalt), 2011
  - ital. Il gatto che portò la felicità, 2024, ISBN 978-8820078188
- The Apple Song (アップルソング), 2016.
- Utsukushii shinzō (美しい心臓, Schönes Herz), 2016.

Im Bereich der Kinderliteratur schrieb sie unter anderem:
- Kimi no koe o kikasete (きみの声を聞かせて, Lass mich deine Stimme hören), 2016.
- Aru hareta natsu no asa (ある晴れた夏の朝, An einem klaren Sommermorgen), 2018.
  - engl. On a bright summer morning, 2021, ISBN 978-4030191303

## Auszeichnungen
- 1993: Kaien-Nachwuchsliteraturpreis für die Kurzgeschichte Otogibanashi
- 2005: Shimase-Preis für Liebesgeschichten für Hoshii no wa, anata dake
- 2009: Bologna Ragazzi Award für das Bilderbuch Rū to rinden: Tabi to orusuban (ルウとリンデン 旅とおるすばん, Rū und Rinden: Reisen und Zuhausebleiben)[7]
- 2019: Shōgakukan-Preis für Kinderbuchkultur für Aru hareta natsu no asa

## Persönliches
Rui Kodemari ist mit dem amerikanischen Schriftsteller und Übersetzer Glenn Sullivan verheiratet. Sie lebt seit 1992 in Woodstock, New York.